# 遜尼派
遜奈與大眾派（羅馬化：Ahl ūs-Sunnah wa āl-Jamāʿah），简称遜尼派（羅馬化：ʾAhl ūs-Sunnah），是伊斯蘭教的多數派，佔全球穆斯林的85－90%。教派的名稱源自聖行（遜奈）一詞，該詞的意思是先知穆罕默德的榜樣，遜尼派強調穆斯林要遵從他的所作所為。遜尼派穆斯林的日常生活受到四大法學派別的指導，這些法學派別務求要從真主的啟示當中找到應用和落實在生活當中的方式。儘管遜尼派有不同的法學和神學派別，其面貌和特性也受到歷史背景、地域及文化影響，但共同的觀點是承認四大哈里發的正統地位，並指其他的伊斯蘭教教派自創，偏離了主流信仰。
遜尼派與什葉派之分始自穆罕默德死後，什葉派相信他指定了女婿阿里·本·阿比·塔利卜為繼承人，但遜尼派則認為他沒有指定繼承人，承認社群推舉的阿布·伯克爾是正統的首任哈里發。這種政治分裂蔓延至不同的思想傳統，由此衍生出不同法律教義和體系，雖然兩派都認為五功是穆斯林信仰的基礎，但遜尼派不同意什葉派的教法學家統治理論。一直延續至今的教派矛盾加上外部勢力的插手對兩派的勢力消長和衝突形態至關重要，1979年的伊朗伊斯蘭革命、2003年的伊拉克戰爭及2011年的阿拉伯之春都牽涉到兩大教派的矛盾和衝突。
在遜尼派的法學理論裡，《古蘭經》經文及聖行（穆罕默德的言論）是主要的法律依據，但它們未能解決嶄新、複雜的問題，因此又引進了伊制瑪爾（共識）及格雅斯（類比推理），使宗教可以更靈活地處理穆斯林在不同時代和不同地區的事宜。

## 語源及語義
遜尼派的名字取自「遜奈」一詞。在阿拉伯語裡，「遜奈」的動詞是指「某人所設、所導或所示」的習俗或行為得到其他人的跟隨，不管這些習俗或行為的好壞，名詞則是指「由前人所設或奉行的路徑、做法、規則、行為或生活方式，並由後人所繼」。在伊斯蘭教出現後，《古蘭經》裡提到的規範行為開始被併進「遜奈」一詞，特別是指先知穆罕默德的行為。該詞的變體「遜奈之人」的意思就是「追隨穆罕默德習性的人們」。全稱「遜奈與大眾派」當中的「大眾」暗示他們是伊斯蘭教的大多數人。
蘇非派對「遜尼」一詞有特別的看法。詩人魯米以「遜尼」來指稱先知聖行的正統追從者，但他更強調內在和精神層面上的追從，而非行為上的追從。在評論其詩作《瑪斯納維》時，詩人納澤爾·阿克巴拉巴迪注意到他所用的「遜尼」一詞別有所指，並注稱「遜尼派的大眾只是通俗的神學人士，只信真主的來世之說，蘇非派則是箇中精英，相信真主預定的今生後世」。另一位蘇非派領導人沙阿·尼瑪圖拉·瓦利勸人選擇遜尼派的道路，他所指的道路是指要正確領會先知的精神。內沙布爾的阿塔則提到敬重先知的整個家庭是「遜尼派和真正信徒」的原則。

## 歷史
遜尼派與什葉派之分可追溯至632年穆罕默德逝世後由誰來領導穆斯林的問題。先知穆罕默德是古萊什族人，古萊什族控制著路經麥加的貿易路線。根據伊斯蘭教傳統，他得到天使吉卜利勒（加百列）的啟示，使他成為了一神教的先知。他反對古萊什族的多神教信仰，部族長老認為他制造麻煩，於是予以杯葛，但無阻穆罕默德的追隨者與日俱增，部族決定要痛下殺手。
隨著穆罕默德的處境變得危險，他開始尋求阿拉伯其他部族的支持。在約620年，穆罕默德得到雅特里布（麥地那）一些人的支持，隨後陸續有當地人信奉先知的信條，並遣使邀請穆罕默德到麥地那化解當地的內部鬥爭，並推舉他作為當地的領導人。他的叔叔阿布·塔利卜及妻子海迪徹在621年逝世後，麥加已經不再安全，於是他在622年逃往麥地那，此事被稱為希吉拉。
那些在麥加改信伊斯蘭教及追隨穆罕默德遷往麥地那的穆斯林被稱為遷士，這批人在穆罕默德勢孤力弱的時候便支持他，並貢獻了自己的性命和財富。那些為穆罕默德提供容身之所及追隨他參加隨後戰事的麥地那人被稱為輔士。雖然麥加人在武侯德戰役重創穆斯林，但這反而令遷士和輔士更加團結，穆斯林成為了他們新的身份象徵，誓要摧毀穆斯林、穆罕默德和伊斯蘭教的異教麥加人是他們共同的敵人。兩者之間的兄弟情誼在《古蘭經》及麥地那憲章裡都得到體現，有聖訓記載他們甚至可相互繼承遺產，繼承權比死者的親屬更大。

### 四大哈里發

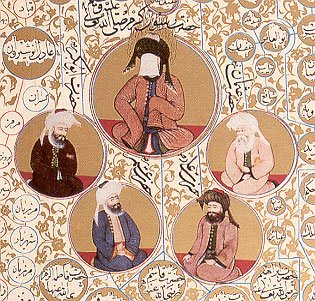
先知穆罕默德（上）與四位獲遜尼派承認領導地位的哈里發

穆罕默德的逝世令穆斯林大受打擊，對穆斯林而言，他不僅是一位先知和宗教領袖，還是他們的軍事指揮官和社群的領導人。他在生前沒有指定繼承人，令伊斯蘭教面臨嚴峻的內部鬥爭。輔士認為應由他們來領導穆斯林，因為他們是「真主的輔佐和伊斯蘭教的戰士」，向先知提供了協助，是穆斯林社群的主流砥柱。遷士則基於血緣關係，主張擁立先知的岳父阿布·伯克爾及歐麥爾，並指出他們是首批皈依伊斯蘭教的人。這個爭議打開了伊斯蘭教教派分裂的缺口。
經過遷士和輔士的協議後，伯克爾在632年當選為哈里發，確立了遜尼派推選領導人的機制。儘管如此，輔士和穆罕默德的部族不滿推選過程過於倉促，否定了與先知最親近的阿里·本·阿比·塔利卜，但他們最終與遷士達成和解。伯克爾指定了歐麥爾作為他的繼任人，歐麥爾在任內征服了美索不達米亞、埃及、敘利亞、巴勒斯坦等地。第三任哈里發奥斯曼·本·阿凡被指用人唯親，受到許多穆斯林的反對，包括穆罕默德之妻阿伊莎和女婿阿里在內。奥斯曼在後來遭到殺害，一些人同情奥斯曼，甚至加以歌頌，這種觀點也被納入遜尼派的核心價值。
許多穆斯林都寄望由穆罕默德的後裔繼位，他們支持阿里引領穆斯林，認為他才是穆罕默德的直系繼承人，之前的三位哈里發褫奪了他的位置。另一些「遵守傳統慣例的人們」則認為哈里發是推選產生的社群領袖，他們便是遜尼派。阿里的反對者還包括奥斯曼的堂侄穆阿維亞·本·阿布·蘇富揚和阿伊莎。穆阿維葉不承認阿里為哈里發，起兵與支持阿里的一派爆發內戰，內戰加劇了黨派之間的分歧。

### 倭馬亞王朝及阿拔斯王朝
阿里被刺殺後，穆阿維葉建立了遜尼派的倭馬亞王朝，伊斯蘭帝國的版圖西擴至北非、西班牙，東抵印度、中亞。穆阿維葉把國家改成世襲君主制，破壞了遜尼派的傳統做法。在穆阿維葉逝世後，阿里的次子侯賽因及其追隨者出走伊拉克，遜尼派與什葉派自此分道揚鑣。第五任哈里發阿卜杜勒-麥立克·本·麥爾萬的政策影響了遜尼派的定位，他的「以民為本」是麥爾萬家族的神權統治理念，遜尼派的集體概念正是根據倭馬亞王朝扶助社會的制度和架構發展而來。倭馬亞王朝的聖訓學者和法學家提倡穆斯林以聖行作為自身的行為準則，又肯定了四大哈里發的正統地位。一些遜尼派學者在此時提出一種神學理念，主張人類的自由意志和行動不受真主干預，被稱為穆爾太齊賴派。
在8世紀，遜尼派的四大法學派別哈乃斐派、馬立克派、沙斐儀派及罕百里派浮現。在倭馬亞王朝滅亡後，穆斯林法學家在那段相對可以自由表達意見的時代發展伊斯蘭教法學。此外，對聖訓的蒐集、對《古蘭經》的解讀及伊斯蘭哲學、伊斯蘭教義學和通神學亦陸續得到發展。阿拔斯王朝在11世紀大力支持遜尼派，卡迪爾一世在1018年發佈《卡迪爾信經》，試圖給穆斯林正統訂立標準。他批評前任哈里發接納的穆爾太齊賴派背離《古蘭經》的指導，主張先知的言行是伊斯蘭教法的基礎。

### 塞爾柱王朝
面對什葉派的白益王朝和法蒂瑪王朝的威脅，獲得蘇丹頭銜的塞爾柱突厥人圖赫里勒·貝格自稱是阿拔斯哈里發及遜尼派的捍衛者，試圖一統穆斯林世界於遜尼派之下。他建立的塞爾柱王朝消滅了白益王朝，又挺進大敘利亞，在1071年於曼齊刻爾特戰役擊敗拜占庭帝國，使遜尼派得以恢復伊斯蘭世界大部分地區的統治權。宰相尼札姆·穆勒克在伊拉克、伊朗及中亞修建了許多遜尼派伊斯蘭學校，目的是要建立遜尼派的正統，教導伊斯蘭教法以「幫助人們學習正信」。

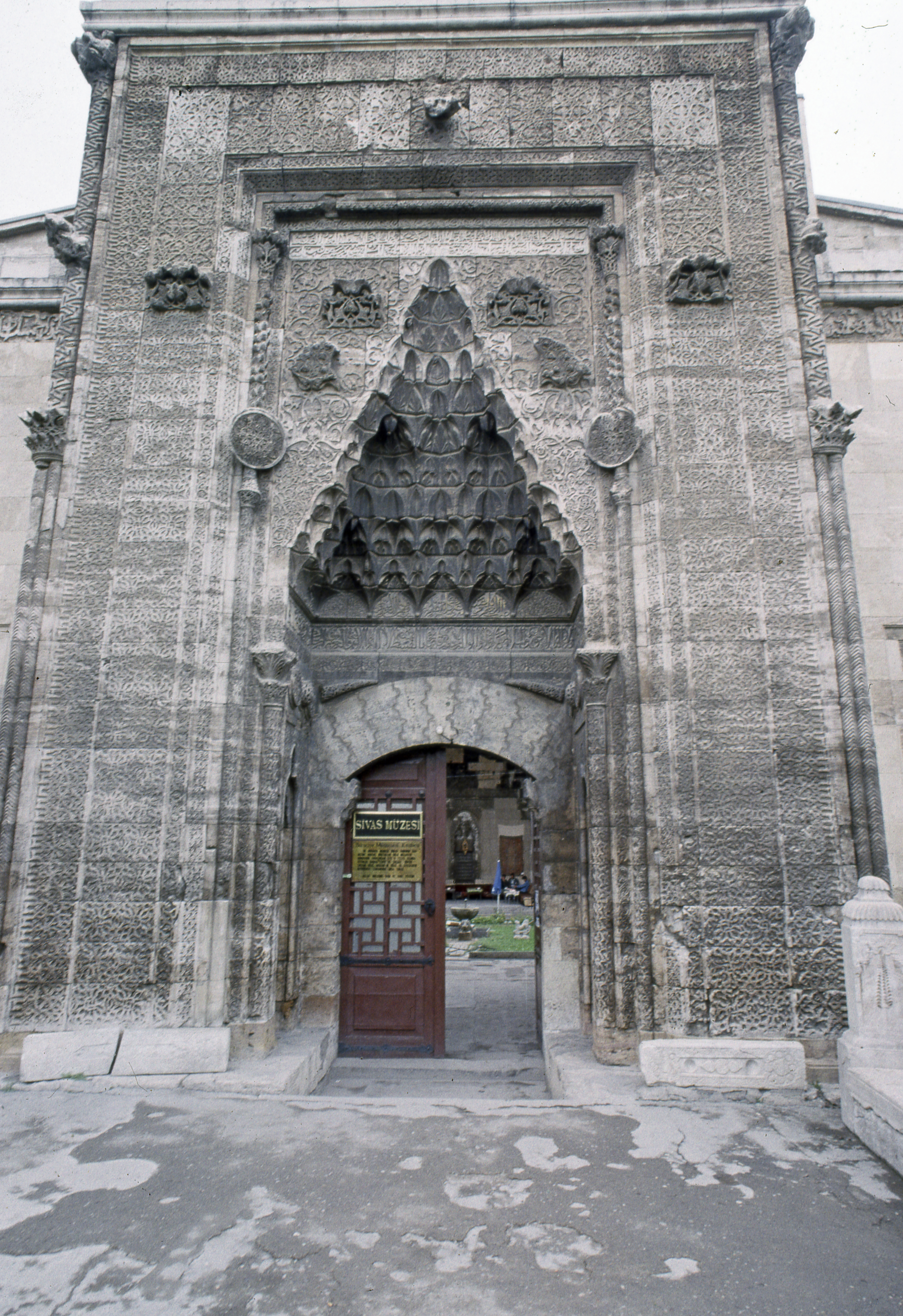
塞爾柱王朝蘇丹凱霍斯魯三世統治時興建的布魯西耶伊斯蘭學校，位於錫瓦斯。

塞爾柱王朝把遜尼派正統學說制度化，把伊斯蘭教的思想與社會階級統合，對哲學造成了打擊。神學家安薩里批評和貶低了哲學的地位，重構伊斯蘭教的思想。他統合了四大法學派別及艾什爾里派，有效打壓了「非正統」的什葉派、穆爾太齊賴派及哲學家，同時亦把蘇非主義由遜尼派的邊緣學說推展成重要的思想，對遜尼派的構建和存續至今扮演了重要的角色。
西北非的柏柏爾人亦打造了一個與塞爾柱王朝類似的國度。受到遜尼派宗教的狂熱刺激，穆拉比特王朝在1070至1080年代控制了整個西北非(後包括西班牙)。根據漢弗萊·費希爾（Humphrey J. Fisher）等學者的研究，指出「與穆拉比特王朝交好的加納索宁克人受到勸導信奉遜尼派，使之成為加納帝國的國教」。

### 蒙古人入侵
1258年，旭烈兀率軍圍攻巴格達，殺死阿拔斯王朝的最後一任哈里發穆斯台綏木，遜尼派穆斯林失去了效忠對象，同屬遜尼派的埃及馬木留克帝國阻止了蒙古人的進一步征服。此時的各個伊斯蘭國家都不太強調各自的歸屬派系，遜尼派甚至不把那些拔高阿里地位的穆斯林視作異端，考古學家勒默爾認為這是一段「遜尼派與什葉派共融」的時期。伊兒汗國在合贊的治下採納遜尼派信仰，儘管完者都在後來改信什葉派，並迫害遜尼派，但繼位的不賽因重歸遜尼派。面對蒙古人的威脅，埃及神學家伊本·泰米葉強調要堅守伊斯蘭教價值，堅持遜尼派的宗旨稱穆斯林需要統治者。
隨後的帖木兒帝國亦遵從遜尼派，但帖木兒對什葉派較為寬容，蘇非主義亦得以盛行，其哲理和習氣有助於融和各個民族。繼位的兒子沙哈魯奉行復興遜尼派的政策，以收拾因帖木兒逝世造成的亂局。他的政策強調遵奉先知的言行，提振哈乃斐派的法典，壓制了蘇非主義的影響力，又仿照11世紀修建伊斯蘭學校，教授法學、經注和聖訓，宏揚正統學說。
在13至15世紀，馬來群島有大量人改信遜尼派伊斯蘭教。從事海路貿易的穆斯林商人顯然是使他們最初接觸到遜尼派的媒介，而蒙古人統治的中國元朝末年的混亂局勢亦有助遜尼派散播到東南亞。1357年，駐守在泉州的穆斯林駐軍叛亂，史稱亦思巴奚兵亂。元朝將領在平亂時屠殺大量遜尼派穆斯林，使遜尼派商人逃難到鄰近的貿易港口，如占城、爪哇、蘇門答臘、汶萊和馬尼拉灣。另外，在蒙古人入侵西亞後，伊斯蘭教變得內斂，轉向神秘主義。在多個遜尼派蘇非教團的推動下，秘解伊斯蘭教的一脈在東南亞收獲大量信眾。

### 奥斯曼帝國與莫卧儿帝國
始自16世紀，遜尼派可被視為是奥斯曼帝國的官方宗教，蘇萊曼大帝建立了一套嚴謹的制度，管理伊斯蘭教法學者，當中以謝赫伊斯蘭為首，相當於拜占庭帝國的正教牧首。自視為遜尼派捍衛者的奥斯曼帝國把在伊朗創建什葉派王朝薩非王朝的伊斯瑪儀一世及其隨眾形容為「無神論者」及「異端」，神學家不把他們視為正統穆斯林的一部分。阿卜杜勒-哈米德二世實施泛伊斯蘭政策，以威逼和鼓勵並用的手段推廣遜尼派的法制信仰，使穆斯林大眾成為「具備正確意識形態的可靠核心人口」。他的遜尼化政策由穆斯林學者推動，包括在阿列維派盛行的村落興建清真寺、監控阿列維派及向他們傳教。
與此同時，帖木兒後裔巴布爾入侵印度西北部。他建立的遜尼派莫卧儿帝國在阿克巴大帝治下征服了幾乎整個印度。阿克巴大帝及他的兒子沙賈漢支持多個遜尼派蘇非教團的發展，包括契斯特教團。蘇非主義者的虔誠作風感化了印度民眾，令大量印度人皈依伊斯蘭教，穆斯林傳教士隨後更持續向東南亞輸出遜尼派信仰。
在18世紀末至19世紀初奥斯曼帝國衰落、歐洲帝國主義興起及尋求改革伊斯蘭社會的瓦哈比運動冒起後，遜尼派蘇非教團在非洲結合了當地的傳統價值，變得大行其道。非洲的許多聖戰運動都得到這些教團的支持，如發動富拉尼戰爭並建立索科托哈里發國的奥斯曼·丹·福迪奧就是卡迪里耶教團的團員，在索馬里倡導要清除埃塞俄比亞人及歐洲異教徒的穆罕默德·阿卜杜拉·哈桑則與薩里希教團有密切關係。

### 現代

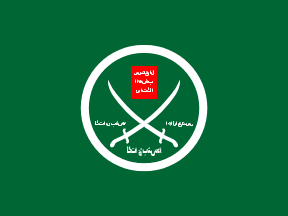
遜尼派最大的宗教和政治組織穆斯林兄弟會的旗幟

土耳其國父穆斯塔法·凱末爾·阿塔圖爾克在1924年廢除哈里發，因此鄂圖曼帝國及其蘇丹被遜尼派視為是最後的哈里發國和哈里發。穆斯林學者穆罕默德·拉希德·里達重申遜尼派對哈里發的傳統立場，提出重建一個具有代議政制和國家主權的哈里發國。他把伊斯蘭文明的衰退歸咎於穆斯林拋棄了根本的伊斯蘭教信仰，主張要在政治上實現伊斯蘭化對抗歐洲的殖民主義。受到里達的學說影響，哈桑·班納創立了穆斯林兄弟會，它成為了最大和最有影響力的遜尼派組織。
一些倡議現代化的穆斯林試圖重新審視過往的宗教立論，例如賽義德·艾哈默德·汗提出以科學的角度看待《古蘭經》裡描述的奇跡，又認為一些聖訓不合時宜，不適用於當代穆斯林。埃及法學家穆罕默德·穆斯塔法·沙拉比（Muhammad Mustafa Shalabi）提倡重新應用伊智提哈德，設立宗教立法機關，根據現世需要探討和修正早期穆斯林學者的法律詮釋。遜尼派神學家法茲勒·拉赫曼被認為是「20世紀末最重要和最具影響力的穆斯林現代主義思想家」，他認為看待伊斯蘭教的歷史傳統要考慮其時代背景。
什葉派在1979年在伊朗掀起的革命取得成功，使遜尼派的激進分子受到啟發。反西方及反什葉派的遜尼派塔利班在1990年代於鄰國阿富汗崛起，提出與之匹敵的革命主張。另一方面，伊本‧沙特在1932年成立沙特阿拉伯後，國家的內政和外交政策都深受遜尼派極端保守的薩拉菲運動和瓦哈比派影響，深遠地影響現代遜尼派的面貌。為了抵抗蘇聯入侵而成立的阿爾蓋達以薩拉菲聖戰主義為主導思想，訴諸恐怖主義手段來捍衛穆斯林世界，自殺攻擊成為該組織喜好採用的手段。薩達姆·侯賽因統治的伊拉克在1991年實施「回歸信仰」的政策，強調伊斯蘭教的價值，孕育出一批遜尼派宗教分子，其中包括恐怖組織伊斯蘭國的領導人阿布·貝克爾·巴格達迪。伊斯蘭國不認同遜尼派國家分立的形勢，意圖把所有遜尼派穆斯林都整合成一個國家。

## 信仰
先知穆罕默德逝世後的爭議形成的神學主張和思想造就了伊斯蘭教義學的誕生，成為了遜尼派思想的基礎學說。早期一些穆斯林思想家受到希臘哲學的影響，希望能夠把它的論證方法運用於伊斯蘭教，他們被稱為穆爾太齊賴派。除了讓伊斯蘭教的教條切合宗教信仰，穆爾太齊賴派還試圖使之可以經得起理性的推敲。他們主張真主是唯一，但卻不承認神性和一切的擬人化，又不認為《古蘭經》是自古以來永垂不朽，而是經歷時代演變而寫成的經典。在宿命論方面，穆爾太齊賴派認為真主只有善意，因此人類的惡行是出於自主。這一派在9世紀一度受到歡迎，是阿拔斯王朝的國教。
阿布·哈桑·艾什爾里卻提出了另一種主張，認為真主是全知全能，重申《古蘭經》是真主的旨意，是不可思議和不可扭曲。傳說艾什爾里幻見穆罕默德，並與他進行了精神上的交流，穆罕默德指示他要堅守「真正的傳統」，艾什爾里認為意思是要拋棄穆爾太齊賴派的理性教義，捍衛遜尼派正統，他和他的追隨者被稱為艾什爾里派。不過，他的主張又與以馬利克·阿本·阿納斯和艾哈邁德‧伊本‧罕百里為主的早期傳統派不同，他不全盤否定辯證法，而是取兩派神學的中庸之道，最終被認為是正統的遜尼派學說。

### 真主
所有穆斯林都同意真主只有一個，穆斯林哲學家伊本·西那提出真主在哲學上是「必然存在」，後來經過遜尼派神學家法赫爾丁·拉齊等人的發揚光大，真主「必然存在」的說法得到遜尼派的接納。遜尼派與什葉派都恪守一神論。遜尼派的一神論有四個原則，分別是崇拜的對象只有安拉、確立《古蘭經》地位和認證聖行裡提到的神性、安拉是不可比擬及安拉是所有法則的根源。

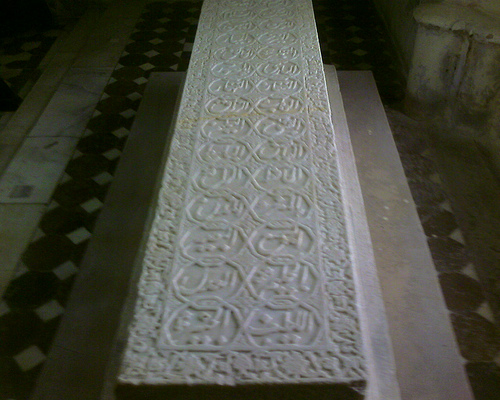
阿納爾卡利的石棺上列出了真主的99個名字，據傳她是莫臥兒帝國皇帝賈漢吉爾的愛人。

遜尼派神學家肯定了《古蘭經》和聖訓當中提及的真主特性，傳統遜尼派全盤接納，不加以解讀和歸納為特定的數量。艾什爾里派把這些「非神非人」的不朽能力定為以下七種：全知、全能、全在、全意、全見、全聽、全言。另一遜尼派神學派別馬圖里迪派加以擴展，加上了全造、全求、全為、全續。後來的艾什爾里派學者志費尼及安薩里對七種能力的硬性規條作出妥協，並根據聖訓列舉的99個真主尊名分門別類。聖訓學者伊本·庫扎瑪從《古蘭經》和可靠的聖訓裡甄別出真主所有的特性和名稱，並表示它們都不是真正的擬人化，因為現世的人類與永恆不滅的真主之間有巨大的鴻溝，大部分艾什爾里派及馬圖里迪派學者都認為《古蘭經》裡提及到的真主雙手、雙眼及面貌都只是比喻。
遜尼派自稱為「神性的支持者」，主張神性的存在是實在，它們既非與真主本身相同，亦非歸於真主本身之下。他們推論神性是真實和神聖，因此它們與真主本身也是永恆不朽。法學家塔哈維在提到遜尼派的信條時指出真主「沒有搭擋，沒有東西與祂相似的，也沒有任何事物可以限制祂。除了祂以外，沒有其他的神靈。祂是永恆不朽的，祂的存在沒有始終」。
穆爾太齊賴派批評這種主張，指出在真主內外另存永恆不朽的神性違反一神論。為了解決這個問題，學者塔夫塔扎尼指出這些神性各不相同，它們不是神的本質，而是構成神的部分，這成為了遜尼派的基本看法。俄國穆斯林學者阿布·納斯爾·夸薩維（Abu Nasr Qursawi）認同真主的獨一性和超然地位，並指這些特質十分重要，確保了祂的永恆不朽和必然存在。

### 天使
在伊斯蘭教，天使的角色非常重要，特別是22年來一直向先知穆罕默德傳達真主訊息的吉卜利勒（加百列），遜尼派認為天使沒有自我意識和自由意識，又引述真主指令天使向阿丹（亞當）躬身致敬及懲罰不聽命令的伊布力斯（撒旦）來說明人類比天使享有較崇高的地位。有關穆罕默德接受吉卜利勒啟示的說法，遜尼派與什葉派略有差異。遜尼派相信穆罕默德沒有預先得知自己會見到天使，因此他大感震驚，回家後妻子海迪徹安慰了他。他們又認為，天使是真主用光創造，事事皆服從真主，只會做好事。
中世紀遜尼派學者蘇尤提留下了大量研究天使神學問題的筆錄。他引用經注和聖訓提到天使會以人類的形態現身，他們有手、腳、腿和頭部，臉上有眼、口、鼻、額、齒、髮，而且都被描述為絕美。蘇尤提收錄的聖訓也記載天使為先知而服務，如遣派死亡天使亞茲拉爾聽命於所羅門，又記述亞茲拉爾取得穆罕默德的許可才進他的家門。

### 先知

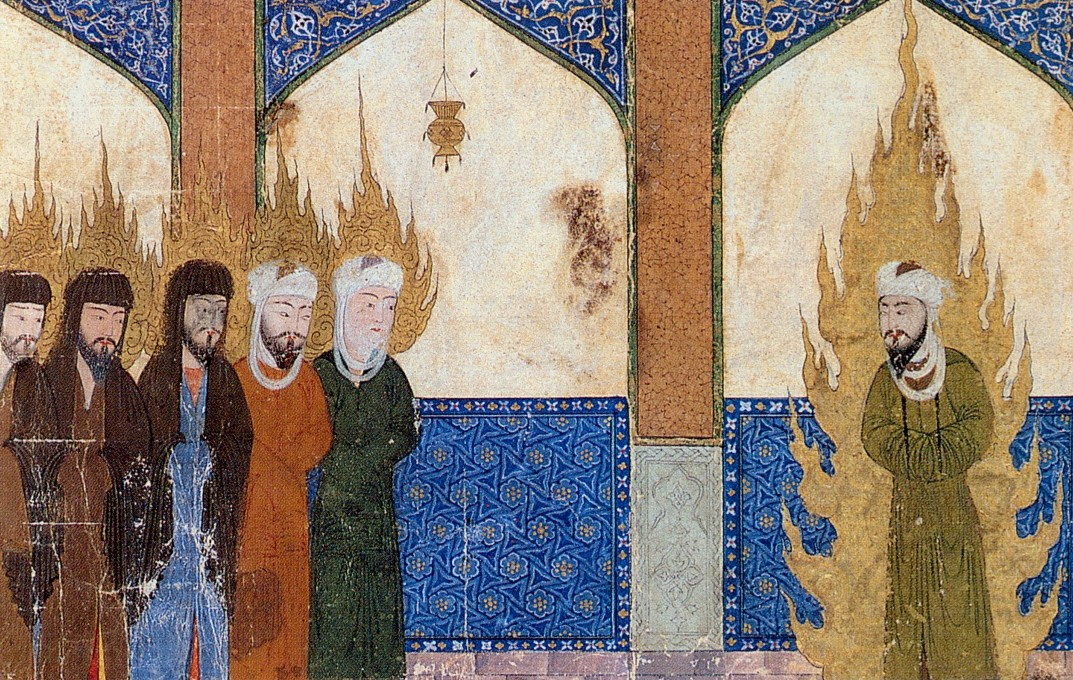
中世紀的波斯手稿描繪穆罕默德領導其他先知禮拜

遜尼派與什葉派一樣認為穆罕默德是最後一位先知，並承認始自亞當以來的其他先知，包括《舊約聖經》先知及耶穌。遜尼派不認為穆罕默德具有神性，但認為他是安拉的人類使者，被安拉選中號召人類崇拜真主。根據遜尼派接納的聖訓，穆罕默德是一位文盲或只有基本的讀寫能力，這意味著由他傳達的《古蘭經》是奇跡，因為一位7世紀的文盲不可能創造出措詞美妙的《古蘭經》。法赫爾丁·拉齊提到「如果穆罕默德精於讀寫，他會被質疑可能讀過一些古書，因此會有一些相關知識。他在不通讀寫的情況下傳授這部偉大的《古蘭經》是一種奇跡……麥加不是學者雲集之地，他沒有拜師學習，也沒有長時間離開過麥加……即使他是文盲，真拉確實為他打開了知識和啟悟的大門」。遜尼派認為《古蘭經》是穆罕默德時代唯一的奇跡。
遜尼派穆斯林不相信爾撒（耶穌）被十字架釘死，他們認為真主在他被十字架釘死之前派遣了天使，帶他直達天國。關於易卜拉欣（亞伯拉罕）犧牲其子一事，遜尼派跟從猶太人的說法，指出被犧牲的那位是易司哈格（以撒），而非易斯馬儀（以實瑪利）。另外，遜尼派的說法指先知穆薩（摩西）在穆哈蘭姆月（伊斯蘭曆的一月）的9至10日逃離法老，大部分遜尼派穆斯林都會在阿舒拉節紀念穆薩，同時亦紀念先知努哈（挪亞）的方舟著陸。扎希麗派認為瑪麗亞姆（聖母瑪利亞）亦應被視為是先知，但遜尼派神學引用《古蘭經》經文，指出女先知並不存在。

### 政治思想
哈里發是指先知穆罕默德的繼承人，是穆斯林在政治和宗教意義上的領導人。遜尼派承認歷史上的四大哈里發，即阿布·伯克爾、歐麥爾·本·赫塔卜、奥斯曼·本·阿凡及阿里·本·阿比·塔利卜。儘管不是硬性規定，但遜尼派認為哈里發應出自穆罕默德所在的古萊什部族。另外，他們認為哈里發只是由世人推舉產生。什葉派認為穆斯林應由神授的伊瑪目來領導，但在遜尼派的語境裡，伊瑪目只是領禱者，並非神授，真主也不是透過他們來指導穆斯林。
在遜尼派的眼中，哈里發或可落實伊斯蘭教法，但不會自動獲得解釋法律的權利，解釋法律是熟知伊斯蘭教法的烏理瑪所具的職能。穆斯林有義務要從社會當中選出最合適的人選擔任哈里發，哈里發要根據《古蘭經》和聖行來管治社會。哈里發犯錯也不會自動剝奪了他的職位，即使他治理無方、暴虐專橫，人們也不應反叛。

#### 馬瓦爾迪的理論
中世紀法學家馬瓦爾迪在他的著作《政令》闡述了遜尼派哈里發國的古典學說。他表示一個強大的哈里發國應基於神啟治國，反對哲學家所指的推論便足以理解如何管治國家。他認為凡人的推論有極限，神啟卻是真主之言。根據馬瓦爾迪所說，哈里發制度的建立是為了延續先知的職能，以捍衛伊斯蘭教及管理俗世事務。他指「沒有統治者的人們會處於混亂和群龍無首的狀態，猶如愚昧的野獸」，並引伸《古蘭經》經文所說的「你們當服從真主，應當服從使者和你們中的主事人」，表示必須要有哈里發。他又堅稱哈里發必須是民選產生，又列出了哈里發候選人的條件：必須是具良好聲譽、為人正直的成年男性，也必須具備伊瑪目所需的知識和品格，要有必要的見識和判斷力以作出明智的決定。
鑑於馬瓦爾迪身處朝代更迭、革命頻生的時代，他目睹到當時的哈里發無力治政，實權旁落至蘇丹身上。他的政治理論需要考慮到這些情況，於是他提出哈里發只須經過以下三種程序的其中一種而產生便可以接受。第一種是由社群領導人推選產生，阿布·伯克爾、奥斯曼及阿里便是先例，推選人至少在理論上是擔當重要職能的人物。第二種是由前任哈里發任命，歐麥爾便是先例，前任哈里發須由社群領導人推選。第三種是奪權。馬瓦爾迪認為，在哈里發無力從奪權者手上取回權力的情況下，哈里發應授權奪權者代為管治，以維持哈里發國的完整。奪權者要承認哈里發至高無上的地位才可把持實權。

#### 現代
隨著西方在穆斯林世界的影響力與日俱增及受到殖民主義的影響，鄂圖曼帝國衰落，變成殖民託管地及獨立國家，促使穆斯林學者重新審視哈里發制度。埃及學者阿里·阿卜杜勒·拉齊克提出，《古蘭經》及聖行都沒有提到穆斯林有建立哈里發國的義務，哈里發國只是歷史發展的產物，並非加諸於現代穆斯林身上的義務。拉齊克支持伊斯蘭教與政治完全切割，又稱「哈里發制沒有宗教職能，只有司法和其他重要功能，是國家權力的機器。這些職能都是純政治性質，與宗教無關」。
穆罕默德·拉希德·里達同意不應重新建立哈里發國，他認為應另闢蹊徑，根據伊斯蘭教教義構建政治體制，為日後的伊斯蘭國家奠下根基。伊斯蘭國家是所有穆斯林統一陣線的宗教精神象徵，它可以確實解決不同法學教派基於規條的爭議，確保國民遵從伊斯蘭教教義。根據里達的理論，這樣的伊斯蘭國家具備現代國家的特徵。通過統治者和被統治者之間的伊斯蘭教式協商，伊斯蘭國家會是一個大眾接受的主權國家，它不會刻板、獨斷地只履行聖典的規條，而是同時應用人間的法律。

### 宿命論
宿命論是遜尼教的主要信條，其學說主要依據《古蘭經》和聖訓。有關宿命論的議題是早年伊斯蘭教的爭議，是形成遜尼派與什葉派分立的主要論題。遜尼派主張真主是一切事物的造物主，決定了宇宙萬物的本質、形式和功用，所有已存在和將會存在的事物都受制於真主的意志，真主洞悉現世的過去、現在和未來。據聖訓所說，在造物之前，這一切都寫在一塊石碑上，包括每個人的壽元、人生、行為、榮辱。
遜尼派與什葉派都認同真主的力量無窮無盡，祂知悉人類的命運。人類並不知道真主所知道的事情，因此要避免探究超出他們理解能力的神諭。無視神諭的人們要為他們的自由行為承擔責任。另外，人們的崇拜是出於真主的號召，真主回應他們的崇拜可改變事物的軌跡。不過，與什葉派更傾向於相信人們有自由意志和更可以掌握自己命運不同，遜尼派認為人類可超脫真主掌控的想法是褻瀆神明，他們認為儘管真主是全能全知，人類依然要為自己的行為負責。
艾什爾里指出，生物的能力和抉擇由真主賜予，他們根據這些能力和抉擇驅使而採取行為。在整個過程裡，真主是掌握主動的一方，但生物亦會對應祂所創造在自己身上的這些能力和抉擇作出行動，因此人類需要為自己的行為而負責。他把人類的行為分為兩種，一種是真主創造的非自主行為，人類無法控制，例如顫抖，另一種則是人類可自由動用的行為，這些行為本身也是由真主創造。馬圖里迪認為人類的這個動用能力是指選擇的能力，只有這個選擇能力體現了人類的自由意志，其他諸如思考、需求等人類的本能都是真主所控。
安薩里認為人類的選擇是既定。儘管在有時候，人類選擇採取的行動看似是自由意志使然，但他認為這樣的選擇是「受思想驅使的個人意志」，人類的意志是思想的體現，因此它並非絕對自由。安薩里指出，人類的意志、能力和實際行動都是既定，離不開決定論。推論、神啟和引導可以協助人類在善惡之間作出選擇，它們是把穆斯林導向幸福或苦難的因。
以穆罕默德·阿布都等人為首的遜尼派改革派提出新學說，較貼近早期艾什爾里派的觀點，拋棄複雜的辯證。對於人類的行為，阿布都提出「它們是人類被動接收和主動選擇的共同結果」，但他不建議細究真主既定與人類自由意志之間的關係，因為這只會產生神學上的分歧。

### 末世論

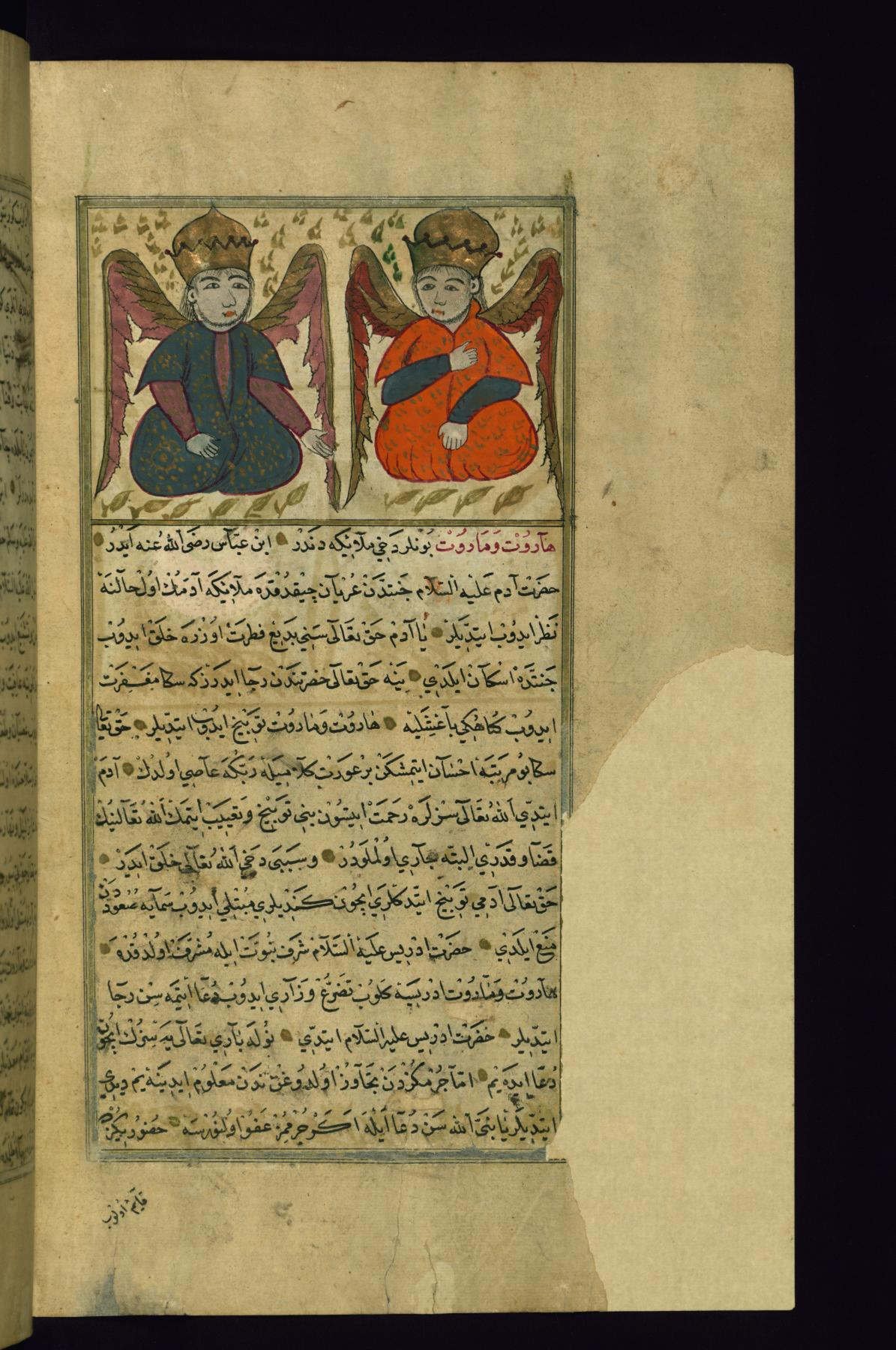
遜尼派相信天使孟凱爾與奈吉爾會拷問死者的功過

遜尼派的末世論有多個信條，包括救世主馬赫迪擊敗魔鬼及根據生前的善惡賞罰，善人得入天國，惡人墮入地獄。遜尼派的末世學說主要根據該派的六大聖訓集，許多關於末世和最後審判的細節只能在聖訓裡找到。神學家艾哈邁德·伊本·罕百里在9世紀就記載了遜尼派的末世信條：「相信對死者的拷問；相信孟凱爾與奈吉爾（負責檢驗死者信仰的天使）；相信仙池（審判地點）與代求（先知替罪人求情）；相信通往樂園之人得見真主；相信一神論信徒將會浴火重生。」
馬赫迪在伊斯蘭教的末世論裡是一位重要的角色，他會在今世保護弱者、捍衛公義，並在後世締造和平、強大和繁榮的世界。遜尼派相傳馬赫迪每一百年便會現身一次，洗滌和救贖穆斯林。他們認為馬赫迪是尚武之人，將會征服世界上的非穆斯林地區，最終建立一個公平公正的和諧國度。傳說他會出現在漢志或呼羅珊，募集一支軍隊邁進穆斯林世界的中心，擊敗暴君蘇富揚尼，並在耶路撒冷建立救世主的國度。
遜尼派聖訓提到的來世包含了天國、地獄、墓裡及審判日。它們形容天國是難以想像的宏大，那裡的人們永遠都健康、年輕和富足地生活。地獄則被形容為異常恐怖，那裡燃起了猶如洪水的烈燄，燒灼罪人。這些聖訓又警告世人，指出審判日將會到來。馬赫迪及偽救世主的現身、爾撒的降臨、地球之獸的出現、太陽從西方升起及歌革和瑪各的來臨也是審判日將至的訊號。
根據遜尼派，不管一個人在生前是多麼正直或多麼邪惡，只有真主可以決定他會上天國還是下地獄。天使孟凱爾與奈吉爾會拷問墓裡的死者，先知會替虔誠的穆斯林求情。他們相信穆斯林可以在審判日看到真主。遜尼派學者安薩里聲稱在審判日，「所有沒有信仰的人被會被丟進地獄，沒有任何救贖的機會，虔誠的穆斯林則會被送到天國」。

## 法學
在穆罕默德逝世後的多個世紀內，穆斯林四處征討。當時穆斯林社群的行為規範借鑒阿拉伯部族的傳統律例和《古蘭經》，首任哈發里明確指示他的軍隊要克守真主的聖旨。包括倭馬亞王朝在內的早期哈里發皆自視為真主的代理人，在作出法律決定時皆以《古蘭經》為依歸。隨著倭馬亞王朝的衰落，穆斯林法學家有相對自由的學術環境，他們得以收集先知的言行和進行學術探討，形成不同的思想學說，遜尼派的四個法學派別哈乃斐派、馬立克派、沙斐儀派及罕百里派便是由此而來。
遜尼派穆斯林就是指追隨這四個法學派別的伊斯蘭教信徒，它們均自視為正確解讀穆罕默德的聖行。這些學派都是經過法學家長年發展而成，研究穆斯林在日常生活當中如何遵循真主的旨意，遜尼派的伊斯蘭教法就是他們的成果結晶。這四個學派有各自的方式解讀伊斯蘭教法，一些較強調依從傳統慣例，另一些則對先例的演繹抱持較開放的取態。遜尼派法學家普遍皆接納《古蘭經》、聖訓、公議和推斷作為伊斯蘭教法的法理依據。

### 古蘭經
《古蘭經》被認為是真主精確無誤地向先知穆罕默德所說的話，嚴格上來說並不是法典，但裡面包含了一些法規。穆斯林認為《古蘭經》的經文不可扭曲，他們有義務遵從它的字面意義和精神。遜尼派法學家無疑把《古蘭經》視為伊斯蘭教法最主要的來源，《古蘭經》裡有約500條經文都是法令，伊斯蘭學者引用這些經文來詮釋法律，其餘文字探討了其他先知的歷史和他們的宗教以及倫理問題，這些內容亦可以是一些法律問題可以參照的來源。遜尼派不認為《古蘭經》是人為創造，並指其字面意義和文體都是出自真主，神聖而永恆不變。
不同學派對《古蘭經》經文的解讀各不相同，特別是關於哪些經文可被後來的經文抵銷及可以在甚麼程度上予以忽略，各個學派對個別經文的意義和含意都有不同的解釋。為了解決經文的矛盾之處，沙斐儀派認為《古蘭經》後來的經文可取替早期的經文，但聖訓不可取代《古蘭經》。舉例來說，《古蘭經》關於遺產有兩處矛盾的經文，第一處稱遺產應傾向給予近親，第二處後來的經文卻指遺產的一部分應給予親人，沙斐儀派應用後來的那段經文，即親人應得遺產的一部分。哈乃斐派對《古蘭經》的解讀較開放，罕百里派則傾向從字面意義解釋《古蘭經》。

### 聖訓

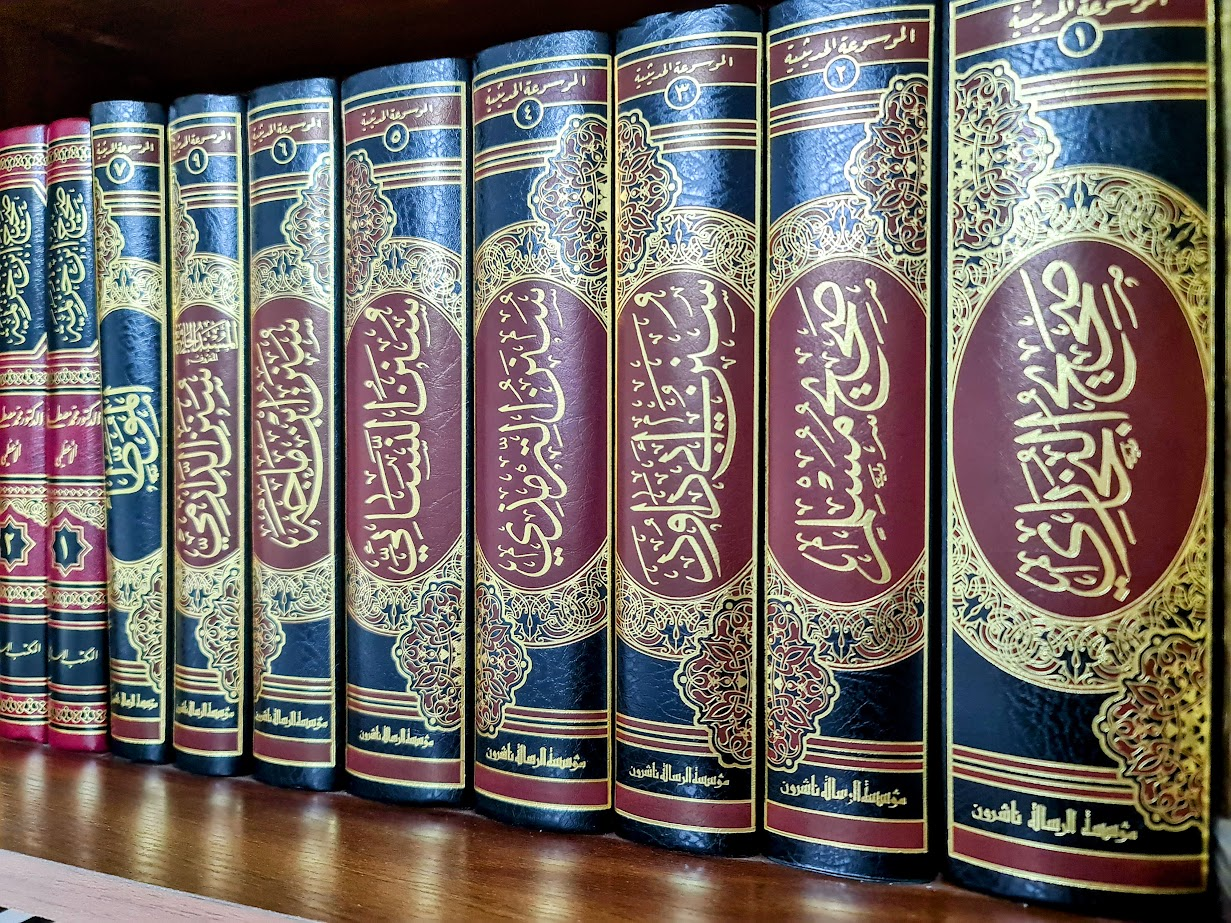
遜尼派倚重聖訓來解決法律問題

不過，《古蘭經》的律例並不足以涵蓋一個複雜的社會要面對的各方各面問題，法學家於是轉而在穆罕默德的生平當中尋求指引。他們認為如果穆罕默德不是楷模，真主就不會挑選他作為先知。他們收集了穆罕默德的言行事跡，從中尋求啟示，這些見聞被稱為聖訓。在遜尼派，聖訓常用作指稱9世紀末至10世紀編纂而成的六大聖訓集，這些聖訓集收錄的穆罕默德言行獲得遜尼派的認可，是解決司法紛爭和倫理問題的範例，重要性和影響力僅次於《古蘭經》。
遜尼派的六大聖訓集是《布哈里聖訓實錄》、《穆斯林聖訓實錄》、《艾布·達吾德聖訓集》、《提爾密濟聖訓集》、《奈薩儀聖訓集》、《伊本·馬哲聖訓集》，分別由穆罕默德·伊本·伊斯梅爾·布哈里、穆斯林·伊本·哈加吉、艾布·達吾德·西吉斯塔尼、提爾密濟、奈薩儀、伊本·馬哲編纂。遜尼派一致認為《布哈里聖訓實錄》及《穆斯林聖訓實錄》最可靠，四個法學派別皆同意這兩部聖訓集的超然地位和重要性。
穆斯林學者按照一些准則來評議聖訓的可信度，其中最重要的是聖訓的可追溯性。可靠的聖訓要由可信的傳述者不間斷地流傳下去，始自先知穆罕默德，最終由布哈里等人把這些聖訓編集成文。遜尼派傳統學說根據聖訓的可信度分為「可靠聖訓」、「良好聖訓」及「弱聖訓」。沙斐儀派及罕百里派認為可靠聖訓在伊斯蘭教法裡的重要性可與《古蘭經》看齊，哈乃斐派及馬立克派則認為聖訓僅次於《古蘭經》。

### 伊制瑪爾
伊制瑪爾是遜尼派伊斯蘭教法的四大支柱之一，它是指法學家對特定議題一致的法律意見。遜尼派法學家阿米迪把它定義為穆智台希德（伊斯蘭教法的權威學者）的一致意見，他們在穆罕默德逝世後可就穆斯林社群的問題作出決議。安薩里則定義為是穆罕默德的族群在宗教觀點上的共識。它的根源來自穆罕默德曾經說過「我的子民絕不對謬見妥協」。獲遜尼派認可的首任哈里發阿布·伯克爾就是通過穆斯林社群領導人的共識，同意由他來繼承穆罕默德。當《古蘭經》和聖訓都無法解決新問題的時候，熟識法律的穆智台希德可就有關問題決議和提供意見。新的法規可以通過伊制瑪爾而產生，滿足伊斯蘭社會不斷演變的需求。
各個法學派別對伊制瑪爾的落實細節和側重點皆有分歧。馬立克派較重視麥地那社群的共識，因為那裡是穆罕默德的家園，他們認為他們的共識延續了穆罕默德的意志；罕百里派則看重聖伴（穆罕默德的同伴）的共識；沙斐儀派及哈乃斐派則相信伊制瑪爾不僅應用於最初那一代的穆斯林社群，還適用於任何時間和地域。大部分遜尼派學者認為，十二伊瑪目派、宰德派及伊巴德派的意見並不重要，因此不會考慮他們的意見，但安薩里、阿米迪等學者卻指在有效的共識形成之前，其他非遜尼派派系的意見仍然重要。

### 格雅斯
格雅斯在阿拉伯語裡的字面意思是「丈量」，法學家認為它的定義有三重意思：其一是通過某種基準來作出估算；其二是將某一事物與另一事物掛勾；其三是估算和等同的加總，即經過估算後證明兩者相等。阿米迪把格雅斯定義為就是把原有的事物與相似之事物劃上等號，使前者的法則可應用於後者之上。格雅斯被遜尼派視為是第四個法源，它是一種探索法律的推論，而非訂立新法，其功用在於把法律原文拓展應用到文典所指的範圍以外。
沙斐儀在他的著作《法源論綱》裡堅稱格雅斯是詮釋法律旳唯一有效方式，但有其他遜尼派學者不同意，他們會把伊斯提哈桑（出現新的證據時捨棄判例）、伊斯提斯拉赫（按照公共利益作出裁決）及塔奧武勒（Ta'awwul，摒棄法典的字面意思來解釋法典隱含的意義）都一併視作有效。哈乃斐派強調運用推論形成法律裁決，因此該派亦被稱為「意見派」，其對邏輯論證的重視使該派的支持者會仔細調研法源之後才會構建法理。馬立克派則謹慎運用格雅斯，他們有時寧願依據弱聖訓，也不使用格雅斯。絕大多數法律裁決都出自《古蘭經》和聖訓字面解讀的罕百里派則限制運用這種類推及自主論證的手法。

## 文化習俗

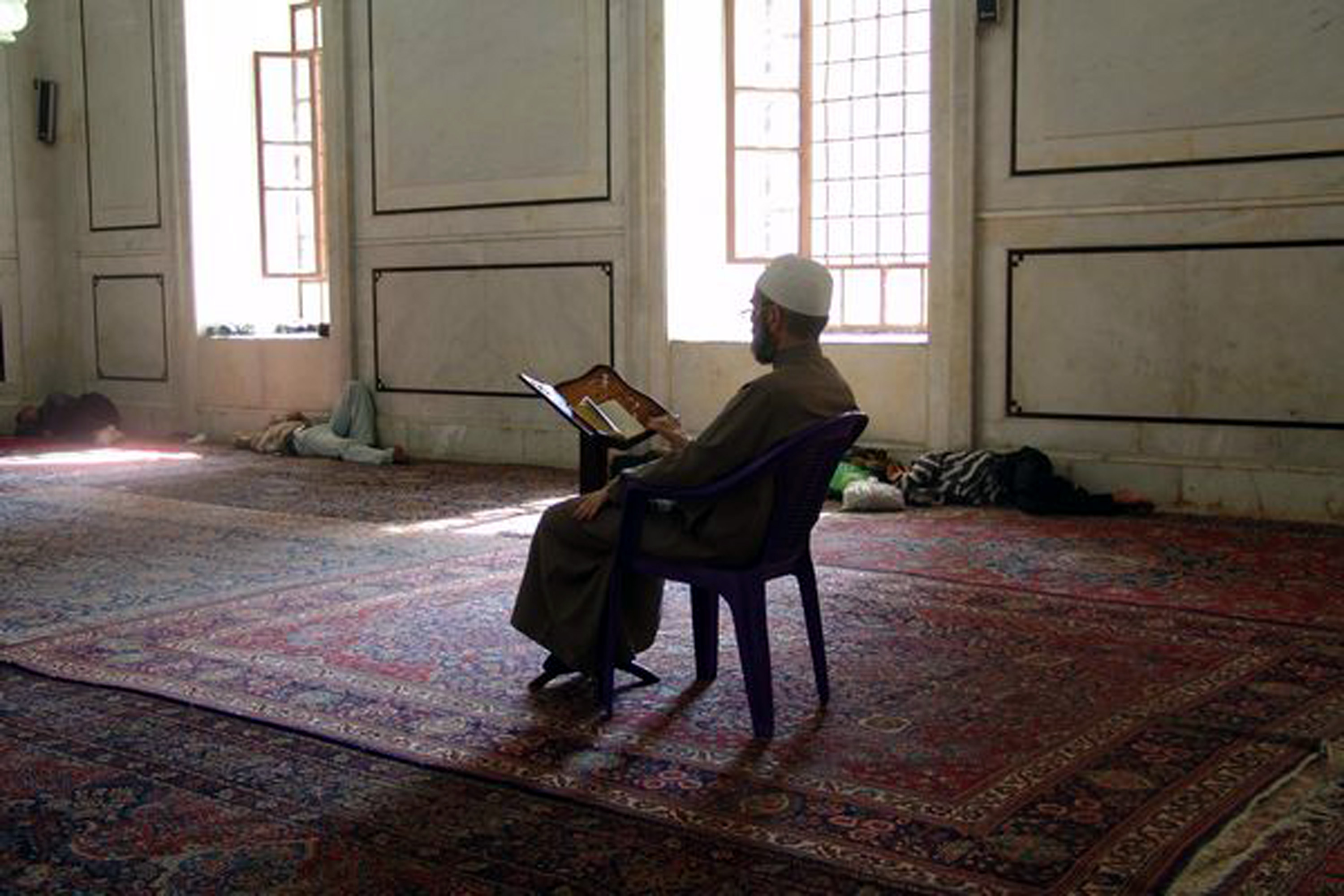
倭馬亞大清真寺的主禱室

遜尼派奉行伊斯蘭教的所有主要宗教習俗，包括日常的禮拜、賴買丹月的齋戒、天課及朝覲，與什葉派的差異不大。穆斯林在皈依伊斯蘭教的時候要唸清真言，遜尼派的版本是「萬物非主，唯有真主，穆罕默德是真主的使者」，並沒有「阿里是真主所喜悅的」這一句。呼喚穆斯林禮拜的遜尼派宣禮詞也沒有什葉派那句「我證明阿里是安拉所喜悅的」。
遜尼派認為穆斯林一天必須做五次禮拜，但對於這五次禮拜是否必須分開不同的時間進行或可以合併存在分歧，哈乃斐派認為五次禮拜必須分開進行。此外，遜尼派不同的派別對禮拜進行的方式、相隨的儀式、怎樣的禮拜是無效及哪些人需要禮拜的細節均有差異。他們又認為捐獻天課是穆斯林的宗教義務，並設有天課委員會負責收取天課，用於當地清真寺及其他宗教目的。
遜尼派及什葉派的宗教飲食習俗都基於《古蘭經》和聖訓，因此基本上都是一樣。遜尼派允許穆斯林進食「有經者」（猶太人及基督教）屠宰的肉類。包括遜尼派在內的大部分穆斯林都跟隨《古蘭經》的指示在賴買丹月齋戒，從日出到日落不飲不食。遜尼派又建議穆斯林在阿舒拉節的前一天齋戒，他們認為阿舒拉節是一個喜慶的節日，紀念真主拯救了摩西和以色列人，使他們免受埃及人所害。任何身體和財政條件許可的穆斯林在一生裡應到麥加朝覲至少一次，遜尼派不同意什葉派把到訪阿里、侯賽因等人之墓都視之為朝覲，只認可麥加朝覲。

### 藝術與音樂
遜尼派對藝術的支持程度與當地的法規相關，例如馬格里布地區的馬立克派較為嚴謹，沒有給具象藝術留下太多的空間。儘管遜尼派堅持無偶像論，反對在藝術作品上具體描繪活物，一些藝術作品在描述先知穆罕默德的時候把他的臉部留白處理，例如16世紀鄂圖曼帝國的史詩作品《西耶里內比》，但學者優素福·卡熱達維認為表達的形象只要沒有「神聖化」、「讚美」、「效法真主造物」的意思就不禁止。
聖訓學者伊本·阿比·杜尼亞援引倭馬亞王朝哈里發韋立德一世所指「歌唱降低了人們的羞恥心，增加了他們的欲望，敗壞男子氣慨，行醉酒之事」，概括了伊斯蘭學者對音樂反感的態度。罕百里派學者伊本·泰米葉甚至抨擊蘇菲派的歌唱舞蹈是異端和多神信仰。不過，卡熱達維的取態卻較溫和，他認為應否禁制音樂要視乎聽眾的反應，如果音樂可以倡導愛意、使人們可以親近真主和愛人，那就沒有反對的理由，但如果它們誘使人們濫藥和進行非法性行為，那麼這些音樂便違反教律。

### 民俗

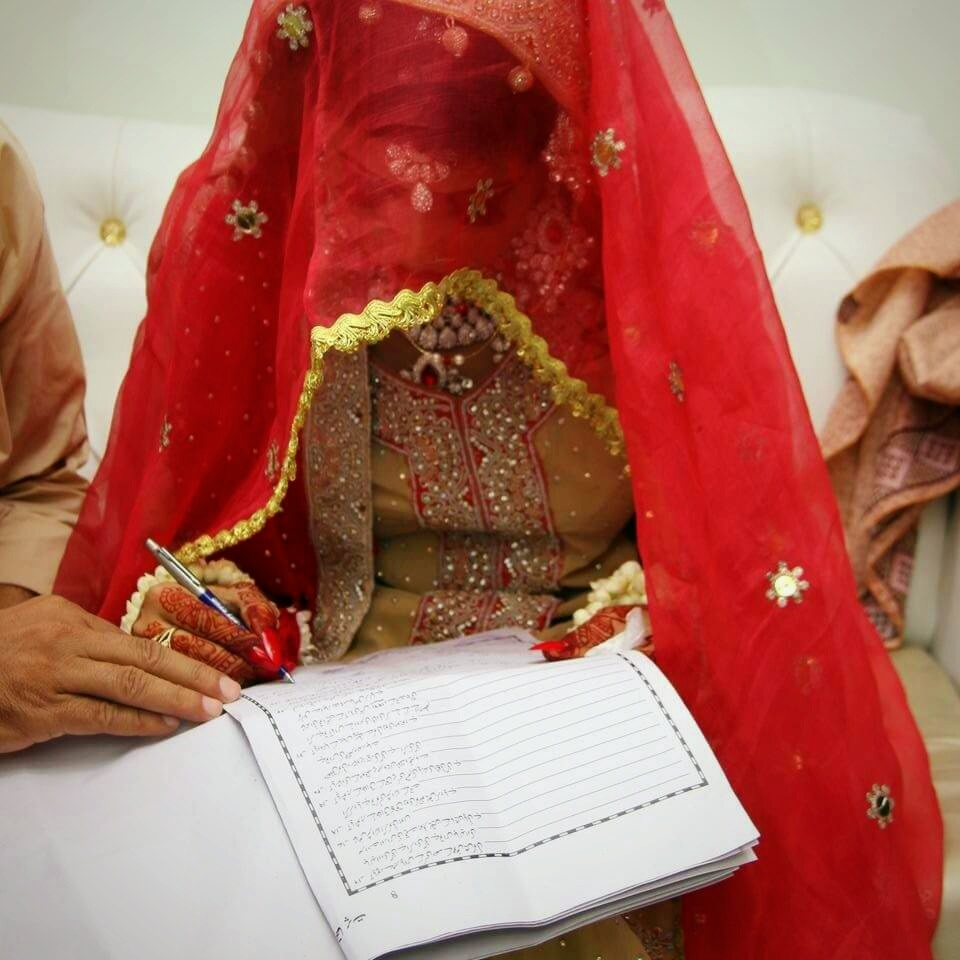
穆斯林新娘在婚紙上簽字，遜尼派認為婚姻是終生締約。

遜尼派穆斯林的一生有四個主要的通過儀禮：出生、割禮、婚嫁及死亡。阿奇卡是新生兒在出生後的第7天、第14天或第21天舉辦的慶典。新生兒接受剃髮和量重，接著家人便會向修行的穆斯林贈送與新生兒所剃的頭髮重量相當的金銀，遜尼派神學家安薩里認為這是一種典範的行為。命名除了常用穆罕默德、阿里，遜尼派穆斯林亦常用其餘三位哈里發的名字。
大部分遜尼派聖訓都把割禮視同其他潔淨習慣，與修剪指甲和鬍子、使用牙籤無異。一些遜尼派聖訓把割包皮的習俗追溯到亞伯拉罕在80歲時用斧子對自己施行割禮。早期的遜尼派學者爭議割禮到底是必要還是只屬建議，以及只限於男性還是男女皆適用。沙斐儀認為男女都必須施行割禮，但馬立克等人則表示割禮只是穆斯林男子的慣常做法。遜尼派著名學府艾資哈爾大學頒佈的伊斯蘭教令反對女性生殖器切割。
遜尼派法學家認為婚姻的目的是要建立終生的合法關係，故婚約不能包含時限，禁止臨時婚姻，但哈乃斐派法學家扎法爾·伊本·胡第爾（Zafar ibn Hudhail）認為臨時婚姻依然是有效的婚姻，但有關限時的條款是無效。根據遜尼派的法律，婚約的締結需要兩位合資格的見證人見證，但離婚卻不需要見證人。《古蘭經》提到穆斯林男子可迎娶貞潔的猶太人及基督徒，遜尼派並無異議，哈里發奥斯曼也娶了身為基督徒的奈拉。
除了少數例外，遜尼派與什葉派在悼詞、喪宴、碑文等喪葬儀式並無明顯差異，其中一個是爭論送葬隊列應走在棺材的前面還是後面。大部分遜尼派引用首三位哈里發都走在棺材前面為例證立論，但哈乃斐派與什葉派一樣認為應走在棺材的後面。學者阿卜杜·拉赫曼·賈茲里（Abd al-Rahman al-Jaziri）在《四大遜尼派法學派別的伊斯蘭教法學》裡探討了喪葬儀式，其中包括遺體的處理和潔淨、喪葬禮拜、送葬、悼念、下葬等。

## 派別
縱使遜尼派的全稱遜奈與大眾派說明了這個教派的定位，但無論是在歷史和現實上，遜尼派內部還是有各不相同的思想，他們各自都宣稱自身是「正宗」的遜尼派。除了不同的法律見解而分為四大法學派別，遜尼派在歷史上還出現過許多教派和宗教運動，其中以穆爾太齊賴派、艾什爾里派、馬圖里迪派及薩拉菲運動最重要。在不同的地方，遜尼派亦發展出不同的支派，如巴雷爾維派、迪奧班德運動。

### 穆爾太齊賴派

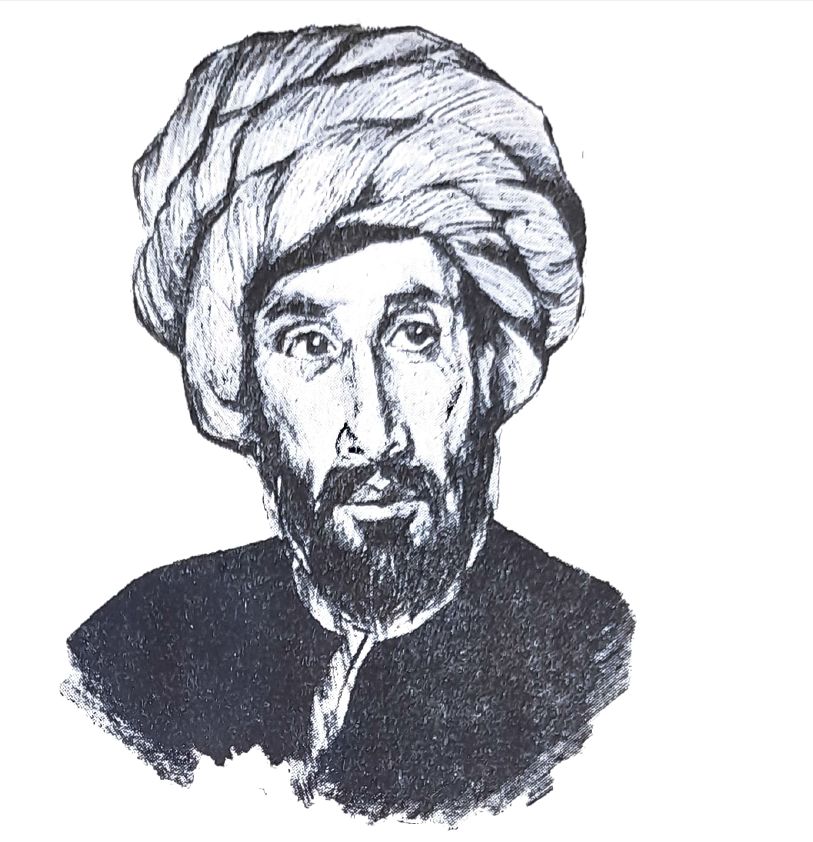
創立穆爾太齊賴派的瓦西爾·伊本·阿塔

創立穆爾太齊賴派的瓦西爾·伊本·阿塔原本師承神學家哈桑·巴斯里，但他們因一次法學爭辯而分道揚鑣。他開辦了自己的講道班，解釋他的法律和神學見解，因此他們一派被稱為穆爾太齊賴（阿拉伯語裡「分離者」的意思）。穆爾太齊賴派根據其學說而發展出一套信仰和理論，包括五大要點：堅信一神論；相信真主的本質是正義，不對人類的行為負責；不在哈瓦利吉派與穆爾吉埃派的激辯之間選邊站；相信真主的賞罰取決於實際功過，而非意識；鼓勵隱惡揚善。
穆爾太齊賴派接受推論和探討哲學，認為人類自主的推論與真主的神授指示並不相衝，反而有互補的作用。他們相信人類可以完全自主他們的心智，並應運用他們的智慧探明真主的存在。此外，他們又對《古蘭經》的性質提出了另類觀點，稱它是在後來所創，而非與真主一樣永恆。其餘的觀點則無異於其他遜尼派思想家。
在阿拔斯王朝的馬蒙在位期間，穆爾太齊賴派受到重用，他們當中的一些重要人物在宮中享有地位。可是在847年後，政策出現劇變，政府拋棄了他們的《古蘭經》後創論，穆爾太齊賴派失勢。穆罕默德·阿布都等近代改革派把伊斯蘭教的衰落歸咎於穆斯林盲從傳統，無法以個人意志詮釋。他肯定了穆爾太齊賴派的觀點，認同應容許自由意志有發揮的空間，又表示即使真主對人類的行為有先見之明，但祂並沒有限制我們的自由，亦不會推動我們的行為。有類似想法的學者阿祖馬爾迪·阿茲拉自稱是一位新穆爾太齊賴派。

### 艾什爾里派
艾什爾里批評穆爾太齊賴派的神學倚賴非經文來源，提倡要基於伊斯蘭教的傳統信仰發展出一種新的神學，為宗教學術奠下根基，類似邏輯在哲學裡的地位。艾什爾里原屬穆爾太齊賴派，但他後來改變心意，認為真主揭示的《古蘭經》並非造物，文本形式的實體《古蘭經》才是造物，又指出真主創造萬物，並可以控制不論善惡的所有人、所有物體和所有事件。
他沒有全盤否定理性推論，但卻給它設限，認為當理性推論到了某個點之後，應由信仰取代。他對理性推論和神諭的結合是遜尼派神學的古典定位。艾什爾里派被遜尼派人士稱為「中間主義」，因為它既不會像穆爾太齊賴派那樣視理性為最高權威，也不像傳統派那般排斥類比推理。艾什爾里派及遜尼派思想在後來深受神學家安薩里的影響，他精進了沙斐儀派的法理，又把哲學概念引進遜尼派教義。
在12世紀，艾什爾里派成為遜尼派神學的主流思想，並在遜尼派的學術中心作為一門學科教授，該派一直流行至19至20世紀，它的許多信條在當今穆斯林宗教思想當中依然佔據重要地位。除了安薩里，巴基拉尼、巴格達迪及拉齊都屬於艾什爾里派。

### 馬圖里迪派
馬圖里迪派由中世紀學者馬圖里迪所創，他熱衷於在正統的伊斯蘭教觀念之下運用論證推理。馬圖里迪認為真主的所有特性俱永垂不朽，反對穆爾太齊賴派在這一點上持有的相反觀點，但他卻又認同穆爾太齊賴派在宗教啟示以外予以推論，認為這樣可以促使穆斯林認主。除此之外，馬圖里迪派又認為真主賜予人類自主採取行動的自由和能力。許多馬圖里迪派的神學觀點都與哈乃斐派類近，當時有許多突厥人都皈依哈乃斐派，使馬圖里迪派得以在中亞傳播，後來成為奥斯曼帝國的主流神學派別。
馬圖里迪的思想在起初不受重視，隨後經阿布·穆因·納薩菲、阿布·尤斯·巴茲達維、阿布·哈桑·阿里·伊本·穆罕默德·巴茲達維的著作才重振人們對其神學的研究。神學家塔夫塔扎尼對這些著作的注解在今天依然是了解馬圖里迪神學的指南。

### 薩拉菲運動

奉行薩拉菲聖戰主義的組織阿爾蓋達的旗幟

薩拉菲一詞源自阿拉伯語塞萊菲耶（阿拉伯语：سلفية），是指強調依從伊斯蘭教原始宗教和政治權威的一種取態。薩拉菲派的穆斯林信奉《古蘭經》和先知示例的本義，根據他們的理論，初代至第三代的穆斯林是純正無暇的信眾，他們奉行的宗教習俗和理解的教義最正宗。聖訓人們、瓦哈比派、迪奧班迪運動等派系都被視為是薩拉菲派。另外，薩拉菲運動又用於指稱沙特阿拉伯的一種思想，奉行這種思想的人們謀求去除伊斯蘭教裡的偶像崇拜和異端。
薩拉菲派的根源可追溯到穆罕默德的繼承爭議從而演變出的遜尼派四大法學派別，其中的罕百里派最保守，留下了極端解讀信仰的發展空間。當今的薩拉菲派十分欣賞14世紀的罕百里派學者伊本·泰米葉，認為他維護了伊斯蘭教的真正價值。泰米葉大幅引用伊本·罕百里的觀點批評穆爾太齊賴派及其他派系，又「孜孜不倦地鑽研罕百里派的原始思想」，影響了許多學者，包括伊本·蓋伊姆·賈烏茲耶、伊本·卡希爾及瓦哈比派的創始人穆罕默德·伊本·阿卜杜勒·瓦哈卜。
不同的薩拉菲組織和黨派各自採取不同的方式試圖宣揚和實踐他們的理念，一些採用溫和手段嘗試改變政府政策，一些則主動宣傳和發起社會活動。另一些主張運用暴力，認為需要重塑現有的秩序，例如阿爾蓋達稱「武裝和暴力抗爭是每個穆斯林的個人義務」，這一類薩拉菲運動被稱為薩拉菲聖戰主義，學者穆罕默德·哈菲茲認為他們「代表了反對民主政治和什葉派的遜尼派極端伊斯蘭主義」。

### 蘇非主義

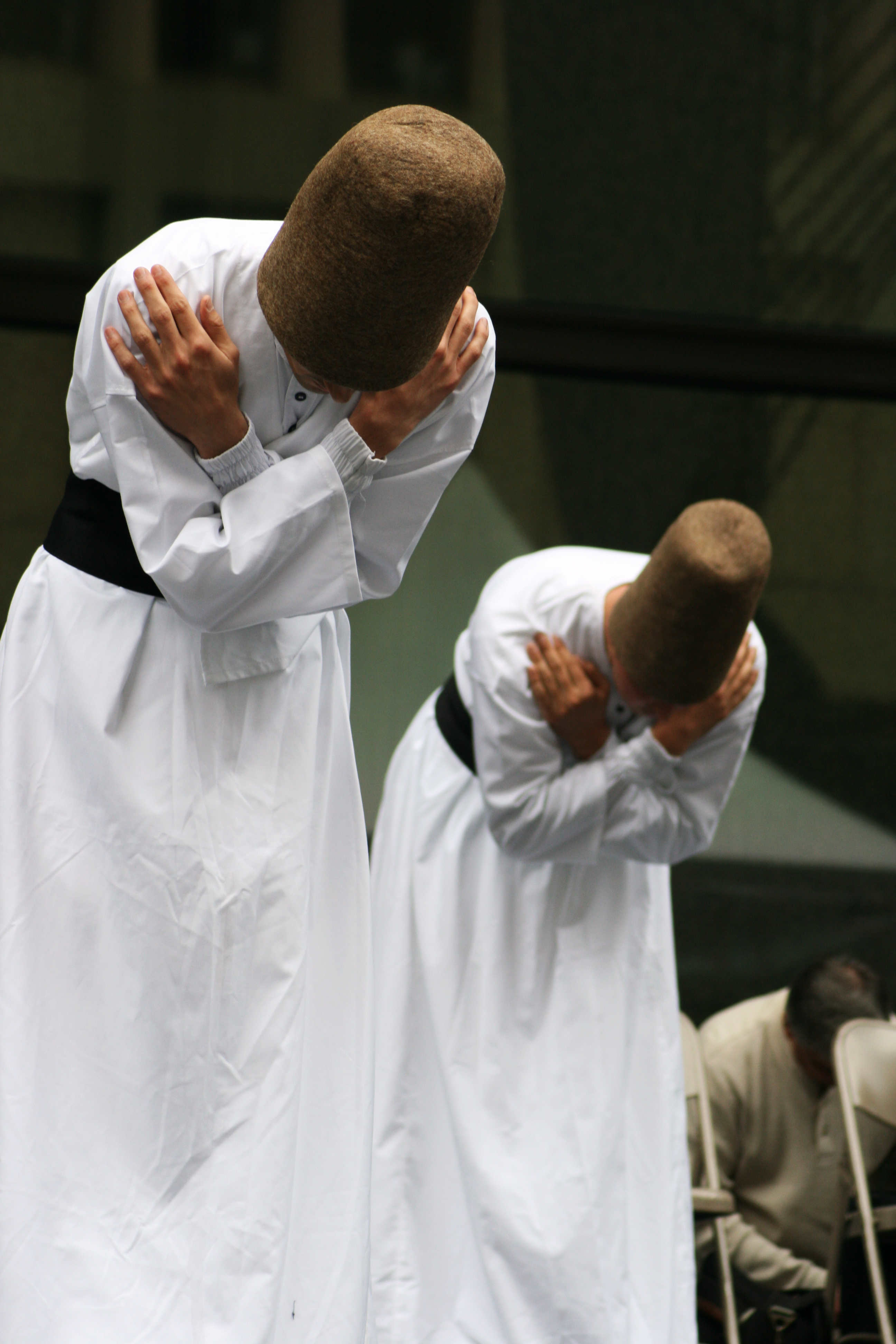
梅夫拉維教團的修士在薩瑪儀式上一起躬身

蘇非主義是指穆斯林為求接觸真主而潛修的形式，源頭可能是穆斯林在早年與其他宗教的接觸，例如穆罕默德時期許多基督教修士奉行的禁慾主義。建立教團和類似修道院的道堂是蘇非主義的特點，穆斯林修士採取的生活方式務求與真主建立更緊密關係，許多遜尼派穆斯林都不予接納。蘇非派相信，他們可以通過冥想、禮拜、吟誦、歌唱和舞蹈等儀式與真主進行精神上的交流。
早期的蘇非主義只是穆斯林個人的崇拜形式，但在塞爾柱帝國時期，它被整合進遜尼派，並使之制度化。許多人都把安薩里視為是融合遜尼派和蘇非主義的祖師。在研究過各種思想體系之後，安薩里認為直觀、奧秘的探究方式更能認識信仰。據他所述，如果穆斯林要去除疑慮和免於自行幻想，達致思想和精神上的安詳，使之在來世得以獲得救贖，那麼蘇非主義的修身之道和靈修就不可或缺，他認為蘇非主義完全切合主流遜尼派的教條。
遜尼派蘇非教團廣泛分佈於各地，包括安納托利亞的梅夫拉維教團、河中地區的納克什班迪教團及伊拉克的卡迪里耶教團。許多遜尼派教團不排斥什葉派，他們與什葉派一樣崇敬伊瑪目，特別是阿里。因此，在一些遜尼派穆斯林的眼裡，蘇非派與什葉派相近，甚至吸收了什葉派的元素，例如伊本·赫勒敦描述「蘇非派滲入了什葉派理論」。
蘇非派的習俗受到遜尼派原教旨主義者的抨擊，泰米葉批評蘇非派崇拜聖人的行為，並反對蘇非派運用音樂，又認為蘇非派的哲理對穆斯林造成的危害更甚於蒙古人入侵。近代遜尼派學者里達質疑蘇非派的師徒關係制約個人的獨立思考，不負責任的精神導師可能會誤導人們，又表示那些支持秘解伊斯蘭教的人們在過去一直圖謀從內部破壞伊斯蘭教。

## 分布

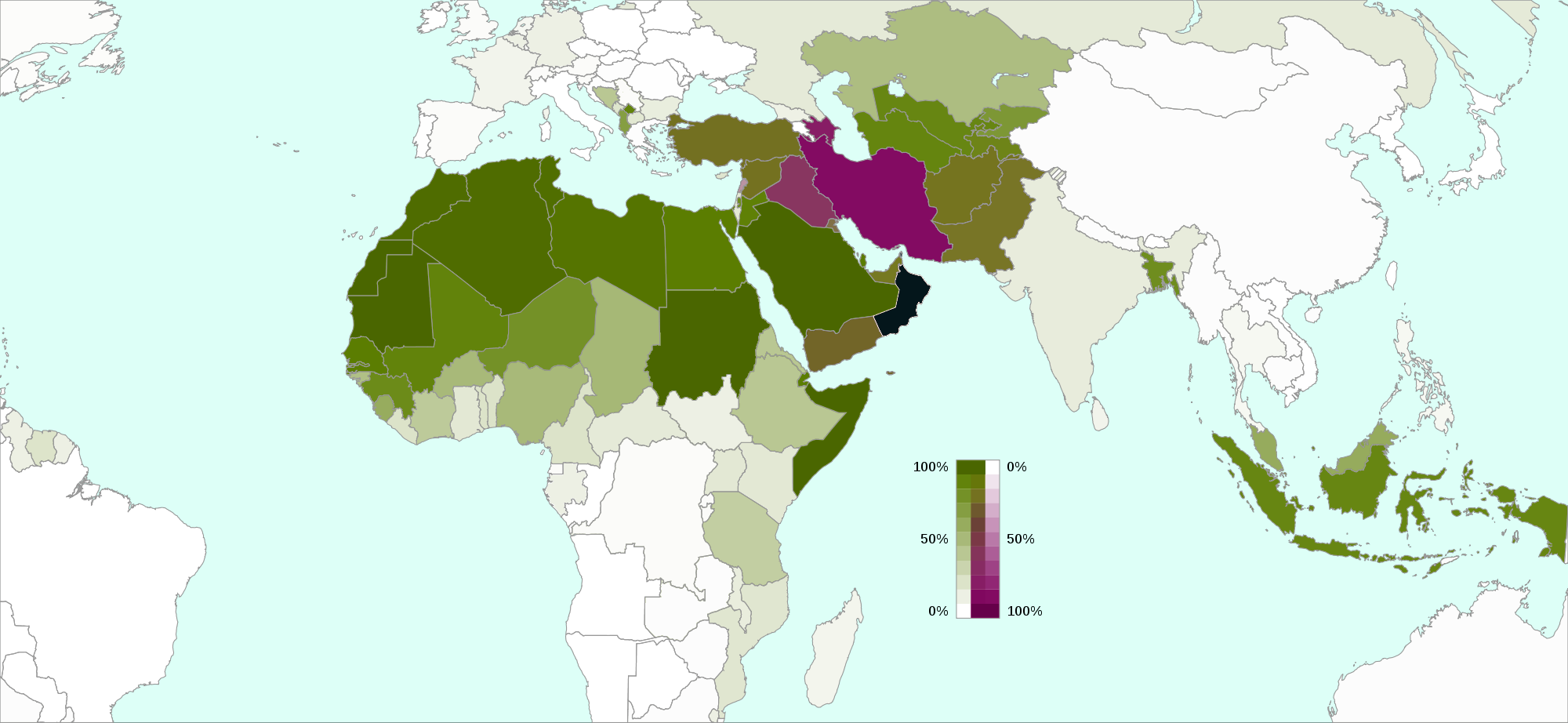
世界各国穆斯林主要分布图
逊尼派
什叶派
艾巴德派

在伊斯蘭世界裡，遜尼派穆斯林的佔比達到85－90%，相當於16億人，大多數都在東南亞及阿拉伯世界，但只有1%在自視為遜尼派領袖的沙特阿拉伯。遜尼派穆斯林在各國穆斯林當中的佔比不一，埃及、印尼、孟加拉及巴基斯坦的佔比最大，其中前三者都達到約99%，巴基斯坦則佔87%，但在伊朗、阿塞拜疆及巴林僅佔10－30%。根據皮尤研究中心，預料到2030年，遜尼派依然佔絕大多數，人口接近20億。
除了科摩羅，大多數遜尼派為主的國家都沒有指明該派為國教。科摩羅在2018年修憲，指明遜尼派是該國的國教，國民在宗教習俗和社交上應遵行遜尼派的教義。雖然馬爾代夫在憲法上只稱伊斯蘭教為國教，但總統、法官及議員都必須是遜尼派穆斯林。埃及憲法第219條強調了遜尼派在社會上的特殊地位和重要性，2012年修憲把伊斯蘭教法的定義收窄為遜尼派伊斯蘭教法。
在目前的伊斯蘭世界，遜尼派有四個重要的宗教中心：麥加和麥地那所在的漢志、埃及的艾資哈爾大學、約旦及摩洛哥的哈希姆家族以及受奥斯曼帝國歷史影響的土耳其。自1957年後，沙特皇室對聖城實施更全面的控制，確立了瓦哈比派的地位，使沙特象徵式地成為遜尼派的領導者。開羅的艾資哈爾大學是遜尼派法學學術中心，經常對現代重要的議題發佈宗教裁決，在國內外皆有影響力。自稱穆罕默德後裔的哈希姆家族統治約旦及摩洛哥，約旦國王阿卜杜拉二世的發表的《安曼宣言》把家族描繪為「宏揚伊斯蘭教的真正輝煌形象」，摩洛哥則提倡艾什爾里派，其智庫宗教學者穆斯林聯盟旗下的研究機構致力研究遜尼派的法學和神學。在土耳其，雷傑普·塔伊普·埃爾多安奉行與奥斯曼帝國蘇丹阿卜杜勒-哈米德二世類似的政策，把遜尼派穆斯林打造成核心國民。

## 註腳
網頁
1. ↑   (PDF). Constitute Project.   [2022-10-24]. （原始内容存档 (PDF)于2022-07-07）.

引用
1. 1 2  Espín & Nickoloff（2007年），第1336页
2. ↑  Redissi & Lane（2013年），第181页
3. ↑  Esposito（2003年），第306页
4. ↑  McCoy（2021年），第108页
5. ↑  李明波（2016年），第22-23页
6. ↑  Al-Jubouri（2010年），第113页
7. ↑  Ahmad（2009年），第85页
8. ↑  Duderija（2015年），第76页
9. ↑  Gu（2006年），第61页
10. ↑  Howard（2018年），第176页
11. ↑  Ahmad（2010年），第319页
12. ↑  Lewisohn（2014年），第183-184页
13. ↑  McHugo（2018年），第23页
14. ↑  Patterson（2015年），第24-25页
15. ↑  Esposito（1999年），第8-9页
16. ↑  Meri（2006年），第228页
17. ↑  Fitzpatrick & Walker（2014年），第104页
18. ↑  Firestone（1999年），第133页
19. ↑  Abdul-Rahman（2009年），第49页
20. ↑  Ahmed（1975年），第27-54页
21. ↑  Asadulla（2009年），第40-41页
22. ↑  Adamec（2016年），第26页
23. ↑  Fitzpatrick & Walker（2014年），第3-4页
24. ↑  Griffiths（2013年），第465页
25. ↑  Cook（2007年），第47-48页
26. ↑  Nardo（2011年），第39-40页
27. ↑  Mikaberidze（2011年），第836-837页
28. ↑  Wan & Reins（2021年），第145页
29. ↑  Zepp（2000年），第110页
30. ↑  Betts（2013年），第140页
31. ↑  Barzegar（2015年），第140-158页
32. ↑  Stanton（2012年），第219页
33. ↑  Watanabe（2018年），第36页
34. ↑  Esposito（2004a年），第148页
35. ↑  Esmaeili，Marboe & Rehman（2017年），第69页
36. ↑  Meri（2006年），第782页
37. ↑  Choueiri（2008年），第65页
38. ↑  Meri（2006年），第718页
39. ↑  McHugo（2018年），第118-119页
40. ↑  Kuru（2019年），第101-102页
41. ↑  Basit（2012年），第100页
42. ↑  Bacik（2019年），第39-40页
43. ↑  Kuru（2019年），第104页
44. ↑  Rosenwein（2009年），第180页
45. ↑  Fasi（1988年），第74页
46. ↑  Cook（2015年），第53页
47. ↑  Streusand（2018年），第27页
48. ↑  May（2013年），第183页
49. ↑  Lahoud（2013年），第55页
50. ↑  Jestice（2004年），第432页
51. ↑  Stanton（2012年），第216-217页
52. ↑  Subtelny & Khalidov（1995年），第210-236页
53. ↑  Reid（2015年），第100页
54. ↑  Gunn（2011年），第81页
55. ↑  Massicard（2013年），第12-13页
56. ↑  Tezcür（2022年），第459页
57. ↑  Bowering等（2013年），第xiv页
58. ↑  Renard（2005年），第8页
59. ↑  Nasr（2013年），第152页
60. ↑  Ridgeon（2015年），第187页
61. ↑  Olomojobi（2015年），第118页
62. ↑  Appiah & Gates（2005年），第178页
63. ↑  Levtzion & Pouwels（2000年），第235页
64. ↑  Eibner（2017年），第130页
65. ↑  Maszka（2018年），第33页
66. ↑  Scharbrodt（2022年），第225页
67. ↑  Kamali（2022年），第197页
68. ↑  Beinin & Stork（1997年），第6页
69. ↑  Partridge，Woodhead & Kawanami（2003年），第226-227页
70. ↑  Layish（1978年），第263-277页
71. ↑  Sunar（2021年），第66页
72. ↑  Katz（2012年），第82页
73. ↑  Mandaville（2022年），第67页
74. ↑  Moghadam（2011年），第43-44页
75. ↑  Mabon & Royle（2016年），第100-101页
76. ↑  Oktav，Dal & Kurşun（2017年），第60页
77. ↑  Halverson（2010年），第13页
78. ↑  Elfasi & Hrbek（1988年），第53页
79. ↑  Fakhry（2004年），第210-214页
80. ↑  Cosman & Jones（2008年），第393-394页
81. ↑  Esposito（1999年），第280页
82. ↑  Rippin（2016年），第224页
83. ↑  el-Aswad（2012年），第20页
84. ↑  Morrow（2013年），第9页
85. ↑  Fahlbusch等（2008年），第233页
86. ↑  Meri（2005年），第809页
87. ↑  Wisnovsky（2003年），第228页
88. ↑  Cornell（2007年），第208页
89. ↑  Spannaus（2015年），第74-98页
90. ↑  Spannaus（2019年），第149页
91. ↑  Young（2018年），第98页
92. ↑  Enayat（2005年），第28页
93. ↑  Hatcher（2010年），第133页
94. ↑  Coulter-Harris（2016年），第124页
95. ↑  Burge（2012年），第21、57、96页
96. ↑  Clarke（2011年），第549页
97. ↑  Emadi（2005年），第56-67页
98. 1 2  Günther（2002年），第1-26页
99. ↑  Fitzpatrick & Walker（2014年），第283页
100. ↑  Weddle（2010年），第178页
101. ↑  Henry（2018年），第105页
102. ↑  Caspi & Greene（2007年），第xxii页
103. ↑  Meinert & Kapferer（2015年），第41页
104. ↑  Betts（2013年），第138页
105. ↑  Lee（2017年），第55-56页
106. 1 2  Hay（2009年），第65页
107. ↑  Wilkinson（2008年），第144页
108. ↑  Esposito & DeLong-Bas（2018年），第39页
109. ↑  Espín & Nickoloff（2007年），第608页
110. ↑  Saeed（2006年），第121页
111. ↑  Meri（2006年），第132页
112. ↑  Bowering（2015年），第29页
113. ↑  Neusner & Sonn（2002年），第224页
114. ↑  Arnold（2018年），第55页
115. ↑  Ahmad（2017年），第172页
116. ↑  Brekke（2006年），第95页
117. ↑  Wagemakers（2020年），第31页
118. ↑  Esposito（1998年），第73页
119. ↑  Scharbrodt（2008年），第159页
120. ↑  Willi（2021年），第23页
121. ↑  Meri（2006年），第638页
122. ↑  Ramadan（2017年），第73页
123. ↑  Killeen（2014年），第56页
124. ↑  Stefon（2009年），第138页
125. ↑  Naseem（2001年），第36页
126. ↑  Abrahamov（1989年），第210-221页
127. ↑  Tymieniecka & Muhtaroglu（2009年），第48-49页
128. ↑  Young，Latham & Serjeant（2006年），第441页
129. ↑  De Cillis（2013年），第156页
130. ↑  Çakmak（2017年），第901页
131. ↑  Scharbrodt（2022年），第185页
132. ↑  Calaway（2019年），第243页
133. ↑  Meri（2006年），第237页
134. 1 2  Amirav，Grypeou & Stroumsa（2017年），第267-289页
135. ↑  Brasher（2001年），第291页
136. ↑  Meri（2006年），第238页
137. ↑  Günther & Lawson（2016年），第315-326页
138. ↑  Rizvi（2013年），第57页
139. ↑  Khalil（2013年），第119页
140. ↑  Günther & Lawson（2016年），第424-426页
141. ↑  Adamec（2016年），第181页
142. ↑  Davaran（2010年），第217页
143. ↑  Hallaq（1997年），第7-8页
144. ↑  Esmaeili，Marboe & Rehman（2017年），第68-69页
145. ↑  Hughes（2013年），第134页
146. ↑  Çakmak（2017年），第1499页
147. ↑  Delong-Bas（2008年），第95页
148. ↑  Iqbal（2009年），第173页
149. ↑  Saeed（2021年），第30-31页
150. ↑  Bacik（2021年），第26页
151. ↑  Sookhdeo（2006年），第57-82页
152. ↑  Janin & Kahlmeyer（2015年），第60-61页
153. ↑  Emadi（2005年），第57页
154. ↑  Çakmak（2017年），第569页
155. ↑  Adamec（2009年），第xlix页
156. ↑  Esposito（1999年），第74页
157. ↑  Bennett（1998年），第31页
158. ↑  Fahlbusch等（2008年），第234页
159. ↑  Moucarry（2001年），第55页
160. ↑  Nāṣirī（2013年），第30页
161. ↑  Brown（2009年），第151页
162. ↑  Kayadibi（2019年），第20页
163. ↑  Adamec（2009年），第199页
164. ↑  Oh（2007年），第39页
165. ↑  Singh（2011年），第36页
166. ↑  Esposito（2001年），第148页
167. ↑  Ali（2010年），第92-113页
168. ↑  Hasan（1980年），第1-28页
169. ↑  Singh（2011年），第39页
170. ↑  Ahmad（2010年），第70页
171. ↑  Rehman（2005年），第20页
172. ↑  Campo（2009年），第455页
173. ↑  Shahi（2013年），第35页
174. 1 2  Riggs（2006年），第395页
175. ↑  Ataya（2015年），第58页
176. ↑  Curtis IV（2017年），第23页
177. ↑  Çakmak（2017年），第1389页
178. ↑  Fauzia（2013年），第41页
179. ↑  Howard（2018年），第158页
180. ↑  Fieldhouse（2017年），第499页
181. ↑  Sözer（2014年），第125页
182. ↑  Fieldhouse（2017年），第41页
183. ↑  Hobbs（2016年），第231页
184. ↑  Ahmed & Sonn（2010年），第196页
185. ↑  Issa（2016年），第211页
186. ↑  Cosman & Jones（2009年），第623页
187. ↑  Nieuwkerk，LeVine & Stokes（2016年），第151页
188. ↑  Shiloah（1995年），第35页
189. ↑  Nieuwkerk，LeVine & Stokes（2016年），第156页
190. ↑  Blank（2001年），第59页
191. ↑  Metcalfe（2014年），第74页
192. ↑  Meri（2006年），第157页
193. ↑  Betts（2013年），第49页
194. ↑  Nasir（1990年），第58页
195. ↑  Clarke（2018年），第131页
196. ↑  Goldziher（2021年），第216页
197. ↑  Meri（2006年），第271页
198. ↑  Garces-Foley（2006年），第161页
199. ↑  Upal & Cusack（2021年），第27页
200. ↑  Tucker & Roberts（2008年），第975页
201. ↑  English（2021年），第238页
202. ↑  Al-Jubouri（2022年），第21-26页
203. ↑  Sushkov（2017年），第39-40页
204. ↑  Safran（1961年），第9页
205. ↑  Jones（2005年），第3212页
206. ↑  Smart & Leaman（2008年），第374-375页
207. ↑  Hashim（2010年），第243页
208. ↑  Masud（2009年），第239页
209. ↑  Esposito（2004b年），第54页
210. ↑  Robinson（1996年），第215页
211. ↑  蔡偉良（2008年），第38-43页
212. ↑  Bano（2020年），第62页
213. ↑  Campo（2009年），第67页
214. ↑  Saeed（2006年），第70页
215. ↑  Hughes（2013年），第194页
216. ↑  Weiss（2002年），第237-238页
217. ↑  Unesco（1992年），第133页
218. ↑  Ali（2015年），第45-46页
219. ↑  Dougherty & Pauly（2017年），第162页
220. ↑  Mandaville（2014年），第46页
221. ↑  Thurston（2016年），第40-43页
222. ↑  Maher（2016年），第9-11页
223. ↑  Karagiannis（2018年），第157页
224. ↑  Betts（2013年），第35页
225. ↑  Hay（2009年），第155页
226. ↑  Daniel（2012年），第79页
227. ↑  Knysh（2016年），第229页
228. ↑  Gorder（2008年），第77页
229. ↑  Turner（2006年），第146-147页
230. ↑  El Hareir & Mbaye（2011年），第561页
231. ↑  Pirbhai（2009年），第47页
232. ↑  Nasr（1972年），第105页
233. ↑  Dickson（2015年），第26页
234. ↑  Sirriyeh（1998年），第102页
235. ↑  McHugo（2018年），第16页
236. ↑  Leandro，Branco & Caba-Maria（2021年），第366页
237. 1 2  Johnson & Grim（2013年），第252页
238. ↑  Malbouisson（2007年），第18页
239. ↑  Jacobsen（2020年），第373页
240. ↑  Khamis & Mili（2017年），第204页
241. ↑  Salem（2017年），第105页
242. ↑  Souaiaia（2021年），第131页
243. ↑  Bryant（2015年），第224页
244. ↑  Fuller（2018年），第39页
245. ↑  Hardy，Mughal & Markiewicz（2017年），第22页
246. ↑  Wainscott（2017年），第85-86页
247. ↑  Türkmen（2021年），第73页